# Dorëzuar
Dorëzuar är en låt på albanska framförd av sångerskan Rezarta Smaja. Med låten ställde hon upp i Top Fests tionde upplaga våren 2013. Låten är producerad av två meriterade musiker då den är skriven av Sokol Marsi med musik av Shpëtim Saraçi. Marsi och Saraçi gjorde bland annat vinnarlåten i Festivali i Këngës 49, "Kënga ime", tillsammans.
Med låten lyckades Smaja ta sig vidare till semifinalen av Top Fest, där hon fick framföra låten live.